# Rezerwat przyrody Bukowica (województwo małopolskie)
Rezerwat przyrody Bukowica – leśny rezerwat przyrody w gminie Babice, w powiecie chrzanowskim, w województwie małopolskim. Realizowana jest w nim ochrona częściowa.

## Położenie
Rezerwat zajmuje powierzchnię 22,76 ha. Obejmuje szczytowe partie dwuwierzchołkowego wzgórza (361 m n.p.m.), stanowiącego zachodnie zakończenie Garbu Tenczyńskiego. Leży pomiędzy miejscowościami Wygiełzów (na południowym wschodzie) i Zagórze (na północy). Teren rezerwatu, leżącego niespełna 1 km na północ od drogi nr 780 biegnącej z Chełmka do Krakowa, podlega Nadleśnictwu Chrzanów. Rezerwat leży w granicach Tenczyńskiego Parku Krajobrazowego.

## Historia
Rezerwat został powołany 19 lutego 1987 roku.

## Geologia
Wzgórze, na którym leży rezerwat, zbudowane jest ze skał triasowych o dużym zróżnicowaniu litologicznym. Występuje tu kilka typów wapieni marglistych i dolomitowych z cienkimi wkładkami łupków (wapienie pelityczne o przełomie muszlowym oraz wapienie drobnodetrytyczne, gruzełkowate i krynoidowe). Na litej warstwie dolomitowej wykształciła się gleba zbudowana z lessu naskalnego o grubości 0,5 – 1 m. Atrakcją rezerwatu jest mająca długość kilkunastu metrów wychodnia – ściana skalna z triasowych wapieni, w której widoczne są liczne otwory niewielkich jaskiń.

## Flora
Szata roślinna rezerwatu ma charakter naturalny i prezentuje wysokie walory przyrodnicze na tle znacznie zdegradowanych formacji roślinności tego znacznie uprzemysłowionego regionu. W rezerwacie stwierdzono 171 gatunków roślin naczyniowych. Szczególnie cenny jest dobrze wykształcony zespół żyznej buczyny karpackiej z licznymi starymi bukami o wymiarach pomnikowych i dobrze wykształconym runem. Niektóre płaty swoimi zestawami gatunków nawiązują do ciepłolubnej buczyny storczykowej i buczyny pomorskiej. W drzewostanach występują łącznie 22 gatunki drzew i krzewów. Dominuje buk w całej szerokości skali wiekowej, a towarzyszą mu m.in. grab, brzoza, klon pospolity, sosna, świerk, leszczyna i bez czarny.
Według danych z 1977 r. wśród roślin naczyniowych rezerwatu było 13 gatunków objętych całkowitą ochroną i 5 podległych ochronie częściowej, w tym 6 gatunków storczykowatych: buławnik czerwony, buławnik wielkokwiatowy, żłobik koralowy, gnieźnik leśny, kruszczyk szerokolistny, kruszczyk rdzawoczerwony, przy czym trzy pierwsze wymienione gatunki zamieszczone są na czerwonej liście roślin zagrożonych w Polsce (o różnym statusie zagrożenia). Spośród innych gatunków podlegających ochronie lub szczególnie cennych należy wymienić: m.in. bodziszka żałobnego, lilię złotogłów, kalinę koralową, konwalię majową, miodownika melisowatego, orlika pospolitego, paprotkę zwyczajną, perłówkę jednokwiatową, pokrzyk wilczą jagodę, przytulię wonną, wawrzynka wilczełyko.
We florze rezerwatu stwierdzono 13 gatunków górskich. Występują tu m.in. buk pospolity, dziki bez koralowy, gęsiówka Hallera, jodła pospolita, klon jawor, lepiężnik biały, przetacznik górski i śnieżyczka przebiśnieg.
Występują tu również dość rzadko spotykane kwitnące okazy bluszczu, które wspinają się po sosnach na wysokość do 10 m.

## Fauna
W faunie rezerwatu należy wyróżnić zwłaszcza ok. 30 gatunków ptaków; w przeważającej większości są to gatunki leśne. Najliczniej występują: zięba, pokrzewka czarnołbista, pokrzewka ogrodowa, rudzik, pierwiosnek, świstunka leśna, sikora bogatka i sikora modra, muchołówka szara i żałobna i dzięcioł duży. Wśród gatunków rzadziej spotykanych należy wymienić muchołówkę małą, gołębia siniaka oraz dzięcioły: czarnego i średniego.

## Cel ochrony
Celem ochrony rezerwatu jest zachowanie fragmentu buczyny karpackiej ze starodrzewem bukowym oraz swoistych cech krajobrazu.

## Turystyka
Przez teren rezerwatu wiodą dwa znakowane szlaki turystyczne (zielony  i żółty ), których śladem prowadzi okrężna ścieżka dydaktyczna okolic Babic i Wygiezłowa.
Około 2 km na wschód znajduje się rezerwat Lipowiec z ruinami zamku Lipowiec.